# Keolis
Keolis SA is een internationaal opererend vervoerbedrijf uit Frankrijk dat in april 2001 is ontstaan na de fusie van Cariane Multimodal International (CMI) en VIA GTI, en is voor 70% eigendom van de SNCF. Het hoofdkantoor is in Parijs gevestigd. In Frankrijk is Keolis eigenaar van onder meer de stadsvervoerbedrijven van Rijsel (Ilévia), Caen (Twisto), Lyon (TCL), Rennes en Bordeaux.
Keolis is anno 2020 actief in 15 landen: Australië, België, Canada, China, Denemarken, Duitsland, Frankrijk, India, Nederland, Noorwegen, Qatar, Senegal, Verenigd Koninkrijk, Verenigde Staten en Zweden.
De Duitse vestiging van Keolis in Berlijn heeft de status van spoorwegonderneming. De in 1998 opgerichte dochteronderneming eurobahn verzorgt het personenvervoer per trein in de deelstaten Nedersaksen, Noordrijn-Westfalen. Sinds 13 december 2009 verzorgt eurobahn een verbinding met Venlo. De aandelen werden eind 2021 overgedragen aan Advocatenkantoor Noerr.
In Groot-Brittannië is Keolis samen met First Group de eigenaar van de spoorwegonderneming TransPennine Express. GOVIA Ltd, een joint venture van Keolis (35%) en Go-Ahead (65%), is eigenaar van de Britse spoorwegondernemingen Southeastern en Southern.
In Nederland is Keolis volledig eigenaar (voor juli 2012: 50%) van het regionale openbaarvervoerbedrijf Keolis Nederland voorheen bekend onder de naam Syntus. Toen Syntus in juni 2012 in financiële problemen kwam, werd een reddingsplan opgesteld. Hierbij gaven de NS en Keolis een kapitaalinjectie aan Syntus om faillissement te voorkomen. Verder verwierf Keolis voor één euro de 50% aandelen die de NS in Syntus had.
In België heeft Keolis 100% belang in het busbedrijf Eurobus Holding en 100% belang in Keolis Vlaanderen.
In Zweden is Keolis eigenaar van Busslink.
In 2003 boekte het bedrijf een omzet van 1,97 miljard euro en had het 28.500 mensen in dienst, waarvan 23.000 in Frankrijk. In september 2004 bezat de Franse spoorwegmaatschappij SNCF 44,5% van de aandelen en investeringsmaatschappij 3i Group 52,5%, de overige 3% was in handen van de directie. In april 2012 bezat de SNCF 70% en de Canadese institutionele investeringsmaatschappij Caisse de dépôt et placement du Québec (CDPQ) 30%.
In 2020 werkten 68.500 mensen voor Keolis en baatte de groep 452 km metrolijnen, 1.034 km tramlijnen en bijna 5.000 km spoorlijnen uit. Keolis beschikt wereldwijd ook over een wagenpark van 23.200 bussen en autocars.